# 5617 Emelyanenko
5617 Emelyanenko este un asteroid din centura principală de asteroizi.

## Descriere
5617 Emelyanenko este un asteroid din centura principală de asteroizi. A fost descoperit pe 5 martie 1989 la Observatorul Palomar de Eleanor Francis Helin. Asteroidul prezintă o orbită caracterizată de o semiaxă mare de 2,43 ua, o excentricitate de 0,14 și o înclinație de 5,4° în raport cu ecliptica.